# Echinorhynchus salobrensis
Echinorhynchus salobrensis är en hakmaskart som beskrevs av Machado 1948. Echinorhynchus salobrensis ingår i släktet Echinorhynchus och familjen Echinorhynchidae. Inga underarter finns listade i Catalogue of Life.